# 1866
Il 1866 (MDCCCLXVI in numeri romani) è un anno  del XIX secolo.

## Musica
- Anton Bruckner conclude la Sinfonia No. 1 e la Messa No. 2 in mi minore

## Eventi
- Dostoevskij pubblica Delitto e castigo.
- Beatificazione di Thomas Abell.
- 14 giugno – Inizia la Guerra austro-prussiana.
- 20 giugno – L'Italia si allea alla Prussia e dichiara guerra all'Austria, iniziando la Terza guerra d'indipendenza.
- 24 giugno – Terza guerra d'indipendenza italiana: Vittoria austriaca nella battaglia di Custoza.
- 25 giugno – Terza guerra d'indipendenza italiana: Vittoria italiana nella battaglia di Ponte Caffaro.
- 3 luglio – Guerra austro-prussiana: Vittoria prussiana nella Battaglia di Sadowa.
- 3 luglio – Terza guerra d'indipendenza italiana: Vittoria italiana nella battaglia di Monte Suello.
- 18 luglio – Terza guerra d'indipendenza italiana: Vittoria italiana nella battaglia di Pieve di Ledro.
- 20 luglio – Terza guerra d'indipendenza italiana: Vittoria austriaca nella battaglia di Lissa.
- 21 luglio – Terza guerra d'indipendenza italiana: Nella battaglia di Bezzecca i volontari di Giuseppe Garibaldi fermano il tentativo di sfondamento austriaco.
- 12 agosto – Armistizio di Cormons tra Italia ed Austria.
- 23 agosto – Trattato di Praga: Fine della Guerra austro-prussiana.
- 3 ottobre – Pace di Vienna tra Italia e Austria.
- 21-22 ottobre – Tramite plebiscito, è sancita l'unione del Veneto (compreso il Friuli e Mantova) al Regno d'Italia, dopo che era stato ceduto formalmente dalla Francia il 19 ottobre.
- 31 ottobre – Riapre il teatro La Fenice a Venezia, era chiuso dal 1859 a causa dell'occupazione austriaca.
- Dopo due tentativi falliti, Cyrus Field stende con successo il primo cavo telegrafico sul fondo dell'Oceano Atlantico.
- 12 novembre – L'imperatore asburgico Francesco Giuseppe I fa emanare dal parlamento di Vienna una legge in cui l'elemento italiano (giudicato sovversivo ed inaffidabile) presente nei territori della corona deve essere annichilito e boicottato con ogni mezzo da parte dell'apparato statale dell'impero austro-ungarico.

## Nati
Ci sono circa 670 voci su persone nate nel 1866; vedi la pagina Nati nel 1866 per un elenco descrittivo o la categoria Nati nel 1866 per un indice alfabetico.

## Morti
Ci sono circa 300 voci su persone morte nel 1866; vedi la pagina Morti nel 1866 per un elenco descrittivo o la categoria Morti nel 1866 per un indice alfabetico.

## Calendario
| Calendario 1866 | Calendario 1866 | Calendario 1866 | Calendario 1866 | Calendario 1866 | Calendario 1866 | Calendario 1866 | Calendario 1866 | Calendario 1866 | Calendario 1866 | Calendario 1866 | Calendario 1866 | Calendario 1866 | Calendario 1866 | Calendario 1866 | Calendario 1866 | Calendario 1866 | Calendario 1866 | Calendario 1866 | Calendario 1866 | Calendario 1866 | Calendario 1866 | Calendario 1866 | Calendario 1866 | Calendario 1866 | Calendario 1866 | Calendario 1866 | Calendario 1866 | Calendario 1866 | Calendario 1866 | Calendario 1866 | Calendario 1866 | Calendario 1866 |
| --------------- | --------------- | --------------- | --------------- | --------------- | --------------- | --------------- | --------------- | --------------- | --------------- | --------------- | --------------- | --------------- | --------------- | --------------- | --------------- | --------------- | --------------- | --------------- | --------------- | --------------- | --------------- | --------------- | --------------- | --------------- | --------------- | --------------- | --------------- | --------------- | --------------- | --------------- | --------------- | --------------- |
|                 | 1               | 2               | 3               | 4               | 5               | 6               | 7               | 8               | 9               | 10              | 11              | 12              | 13              | 14              | 15              | 16              | 17              | 18              | 19              | 20              | 21              | 22              | 23              | 24              | 25              | 26              | 27              | 28              | 29              | 30              | 31              |                 |
| Gennaio         | Lu              | Ma              | Me              | Gi              | Ve              | Sa              | Do              | Lu              | Ma              | Me              | Gi              | Ve              | Sa              | Do              | Lu              | Ma              | Me              | Gi              | Ve              | Sa              | Do              | Lu              | Ma              | Me              | Gi              | Ve              | Sa              | Do              | Lu              | Ma              | Me              |                 |
| Febbraio        | Gi              | Ve              | Sa              | Do              | Lu              | Ma              | Me              | Gi              | Ve              | Sa              | Do              | Lu              | Ma              | Me              | Gi              | Ve              | Sa              | Do              | Lu              | Ma              | Me              | Gi              | Ve              | Sa              | Do              | Lu              | Ma              | Me              |                 |                 |                 |                 |
| Marzo           | Gi              | Ve              | Sa              | Do              | Lu              | Ma              | Me              | Gi              | Ve              | Sa              | Do              | Lu              | Ma              | Me              | Gi              | Ve              | Sa              | Do              | Lu              | Ma              | Me              | Gi              | Ve              | Sa              | Do              | Lu              | Ma              | Me              | Gi              | Ve              | Sa              |                 |
| Aprile          | Do              | Lu              | Ma              | Me              | Gi              | Ve              | Sa              | Do              | Lu              | Ma              | Me              | Gi              | Ve              | Sa              | Do              | Lu              | Ma              | Me              | Gi              | Ve              | Sa              | Do              | Lu              | Ma              | Me              | Gi              | Ve              | Sa              | Do              | Lu              |                 |                 |
| Maggio          | Ma              | Me              | Gi              | Ve              | Sa              | Do              | Lu              | Ma              | Me              | Gi              | Ve              | Sa              | Do              | Lu              | Ma              | Me              | Gi              | Ve              | Sa              | Do              | Lu              | Ma              | Me              | Gi              | Ve              | Sa              | Do              | Lu              | Ma              | Me              | Gi              |                 |
| Giugno          | Ve              | Sa              | Do              | Lu              | Ma              | Me              | Gi              | Ve              | Sa              | Do              | Lu              | Ma              | Me              | Gi              | Ve              | Sa              | Do              | Lu              | Ma              | Me              | Gi              | Ve              | Sa              | Do              | Lu              | Ma              | Me              | Gi              | Ve              | Sa              |                 |                 |
| Luglio          | Do              | Lu              | Ma              | Me              | Gi              | Ve              | Sa              | Do              | Lu              | Ma              | Me              | Gi              | Ve              | Sa              | Do              | Lu              | Ma              | Me              | Gi              | Ve              | Sa              | Do              | Lu              | Ma              | Me              | Gi              | Ve              | Sa              | Do              | Lu              | Ma              |                 |
| Agosto          | Me              | Gi              | Ve              | Sa              | Do              | Lu              | Ma              | Me              | Gi              | Ve              | Sa              | Do              | Lu              | Ma              | Me              | Gi              | Ve              | Sa              | Do              | Lu              | Ma              | Me              | Gi              | Ve              | Sa              | Do              | Lu              | Ma              | Me              | Gi              | Ve              |                 |
| Settembre       | Sa              | Do              | Lu              | Ma              | Me              | Gi              | Ve              | Sa              | Do              | Lu              | Ma              | Me              | Gi              | Ve              | Sa              | Do              | Lu              | Ma              | Me              | Gi              | Ve              | Sa              | Do              | Lu              | Ma              | Me              | Gi              | Ve              | Sa              | Do              |                 |                 |
| Ottobre         | Lu              | Ma              | Me              | Gi              | Ve              | Sa              | Do              | Lu              | Ma              | Me              | Gi              | Ve              | Sa              | Do              | Lu              | Ma              | Me              | Gi              | Ve              | Sa              | Do              | Lu              | Ma              | Me              | Gi              | Ve              | Sa              | Do              | Lu              | Ma              | Me              |                 |
| Novembre        | Gi              | Ve              | Sa              | Do              | Lu              | Ma              | Me              | Gi              | Ve              | Sa              | Do              | Lu              | Ma              | Me              | Gi              | Ve              | Sa              | Do              | Lu              | Ma              | Me              | Gi              | Ve              | Sa              | Do              | Lu              | Ma              | Me              | Gi              | Ve              |                 |                 |
| Dicembre        | Sa              | Do              | Lu              | Ma              | Me              | Gi              | Ve              | Sa              | Do              | Lu              | Ma              | Me              | Gi              | Ve              | Sa              | Do              | Lu              | Ma              | Me              | Gi              | Ve              | Sa              | Do              | Lu              | Ma              | Me              | Gi              | Ve              | Sa              | Do              | Lu              |                 |